# Home Movies - Vizietti familiari
Home Movies - Vizietti familiari (Home Movies) è un film del 1979 diretto da Brian De Palma. Si tratta di una commedia, che De Palma aveva già eccellentemente sperimentato con i suoi primissimi film Ciao America! e Hi, Mom!.

## Trama
Il film si apre con una sequenza in animazione, che presenta i nomi del cast e anticipa alcune vicende del film e dà quell'effetto di cartone animato da cui è caratterizzata la comicità del film. In sottofondo il brano di Pino Donaggio apre gioiosamente le danze mentre compaiono i nomi degli attori e del regista.
Intenzionato a mettere in pratica gli insegnamenti del suo maestro di cinema, il giovane studente Dennis Byrd, per realizzare il suo primo film, si mette a riprendere i gesti quotidiani dei suoi familiari. L'oggettività familiare, tuttavia, lo condurrà ad essere un 'fotogramma della propria vita', cioè un giudice perplesso.
Il film è una commedia dal tono buffo e quasi cartonesco, i personaggi sono caricaturali e piuttosto autobiografici per De Palma poiché anche lui da ragazzo era appassionato di scienze fisiche come Dennis, suo padre era un medico e anche lui tradiva la moglie. Inoltre De Palma aiutò sua madre a spiare il padre per offrire prove per il divorzio, come mostrato comicamente in questo film.
Tra gli altri personaggi vediamo il fratello maggiore James, impegnato a condurre una sorta di seminario scout dal nome di "Spartanetica 1.0.1.", una disciplina che mira grottescamente a formare uomini duri e inflessibili. La fidanzata di James è Kristina, interpretata da Nancy Allen, all'epoca compagna di De Palma, e viene costretta dal fidanzato a seguire una rigida dieta e astensione dal cibo.
Il padre dei fratelli Byrd è un medico che tradisce la moglie con delle infermiere della sua clinica. Quando la moglie lo scopre va in crisi e inizia a ingerire spropositate quantità di pillole. Dennis cercherà di aiutarla nel divorziare dal padre cercando di filmarlo con la sua cinepresa dalla finestra mentre sta con la sua infermiera. Nel frattempo vediamo come il professore di cinema di Dennis, interpretato da Kirk Douglas, lo motiva e lo segue nel suo esercizio della cinepresa e della messa in scena di ciò che accade a sé e ai suoi familiari.

## Produzione
De Palma produsse questa commedia affiancato da alcuni studenti di cinema al Sarah Lawrence College, l'università dove lui studiò e in cui tornò a fine anni '70 proprio per tenere un corso di scrittura e regia.
Il film risulta infatti scritto da sei dei suoi alunni anche se il soggetto è suo ed è chiaramente basato sulle sue esperienze giovanili, in chiave comica.
Nel cast ritroviamo diversi attori familiari della filmografia di De Palma come Gerrit Graham, conosciuto nelle sue primissime commedie giovanili e presente in Phantom of the Paradise, Kirk Douglas, con cui aveva appena lavorato in The Fury, Keith Gordon, che rivedremo in Vestito per Uccidere e la sua compagna Nancy Allen, già presente in Carrie e co-protagonista dei successivi due film del regista.
Anche nel genere della commedia Brian De Palma non perde l'occasione di offrire nel modo più brillante e genuino i suoi più riconoscibili e caratteristici segni distintivi come il metacinema, il voyeurismo e la mascolinità tossica. 